# おさごえ民家園
おさごえ民家園（おさごえみんかえん）は、福井県福井市にある博物館（野外博物館）である。

## 利用情報
- 開館時間 - 9：00～17：15（入館は16：45まで）
- 休館日 - 毎週月曜日（祝日の場合は翌日）・祝日の翌日（土・日にあたる場合は開館）・年末年始（12／28～1／4）